# Liste des évêques et archevêques de Pérouse
Cette liste recense les évêques et archevêques qui se sont succédé sur le siège de Pérouse. En 1882, Léon XIII en fait un archidiocèse sous exemption. En 1972, il est élevé au rang de siège métropolitain. En 1986, il est uni au diocèse de Città della Pieve par le décret Instantibus votis de la congrégation pour les évêques et prend le nom d'archidiocèse de Pérouse-Città della Pieve.

## Évêques de Pérouse
- Saint Constant (IIe – IIIe siècle)
- Saint Decenzio ? (vers 250)
- Saint Massimiano (avant 499 - après 502)
- Saint Herculan (? - vers 547)
- Giovanni I (mentionné en 556)
- Venanzio (ou Avenzio) (mentionné en 604)
- Lorenzo (mentionné en 649)
- Benoît I (mentionné en 679)
- Saint Asclepiadoro (mentionné vers 700)
- Gaudenzio (mentionné en 743)
- Epifanio (mentionné en 761)
- Teodorico (mentionné en 826)
- Benedetto II (mentionné en 853)
- Lanfridio (mentionné en 861)
- Benedetto III (mentionné en 879)
- Teobaldo (mentionné en 887)
- Ruggero (mentionné en 936)
- Onesto (965 - 967)
- Conone II (998 - 1031)
- Andrea (1033 - 1036)
- Leone Bovo (1048 - ?)
- Ottocaro (avant 1052 - 1053)
- Pietro (1054 - ?)
- Uberto (mentionné en 1057)
- Goffredo (1059 - après 1084)
- Giovanni II (mentionné en 1105)
- Gennaro (1120 - 1126)
- Rodolfo Armanni de Staffa (1127 - 1140)
- Andrea
- Giovanni III (mentionné en 1146)
- Rodolfo II (avant 1154 - 1160)
- Giovanni IV ? (mentionné en 1163)
- Viviano (avant 1179 - 1206)
- Giovanni de Comitibus (1206 – 1231)
- Salvio Salvi (1231 – 1244/48)
- Benedetto IV (1244 – 1248)
- Frogerio ou Frigerio (11 mai 1248 - 1250)
- Benaudito o Benenato (1250 - 4 septembre 1253)
- Bernardo Corio (31 octobre 1254 - 26 août 1287)
- Giovanni Verracclo da Ferentino (17 avril 1288 - 9 novembre 1290)
- Bulgaro Montemelini (10 janvier 1291 - 23 novembre 1308)
- Francesco Poggio, O.P (8 mai 1312 - 16 novembre 1330)
- Ugolino Guelfoni, O.S.B (11 janvier 1331 - 7 octobre 1337)
- Francesco Graziani (9 octobre 1337 - 1352)
- Andrea Bontempi Martini (2 mai 1354 - 16 juillet 1390)
- Agostino Cacciaguerri (29 octobre 1390 - 27 février 1404) nommé évêque de Spolète
- Edoardo Michelotti, O.F.M (29 février 1404 - décembre 1411)
- Antonio Michelotti, O.S.B (8 janvier 1412 - 10 octobre 1434)
- Andrea Giovanni Baglioni (9 mars 1435 - 24 octobre 1449)
- Jacopo Vagnucci (27 octobre 1449 - 1482)
- Dioniso Vannucci (29 mai 1482 - 9 avril 1491)
- Girolaomo Balbano (18 avril 1491 - 1492)
- Juan López (29 décembre 1492 - 15 octobre 1498) nommé archevêque de Capoue
- Francesco Gazzetta (15 octobre 1498 - 29 juillet 1499)
  - Juan López (27 août 1499 - 5 août 1501) administrateur apostolique
- Troilo Baglioni (27 août 1501 - 1503)
- Francisco de Remolins (4 août 1503 - mars 1506) administrateur apostolique
- Antonio Ferrero (30 mars 1506 - 23 juillet 1508)
- Matteo Baldeschi (28 juillet 1508 - décembre 1509)
- Agostino Spinola (19 décembre 1509 - 15 février 1529)
- Carlo Spinola (15 février 1529 - 15 novembre 1535)
- Giacomo Simoneta (20 décembre 1535 - 20 juillet 1538)
- Francesco Bernardino Simonetta (29 juillet 1538 - 1550)
- Fulvio Giulio della Corgna, O.S.Io.Hieros (5 mars 1550 - 22 mars 1553)
- Ippolito della Corgna (22 mars 1553 - ? )
- Giulio Oradini (17 avril 1562 - ? )
  - Fulvio Giulio della Corgna, O.S.Io.Hieros (6 septembre 1564 - 5 mai 1574) nommé cardinal évêque d'Albano
- Francesco Bossi (5 mai 1574 - 21 octobre 1579) nommé évêque de Novare
- Vincenzo Ercolani, O.P (27 novembre 1579 - 29 octobre 1586)
- Antonio Maria Galli (5 novembre 1586 - 19 juillet 1591)
- Napoleone Comitoli (19 juillet 1591 - 30 août 1624)
- Cosimo de Torres (16 septembre 1624 - 3 avril 1634) (aussi archevêque de Monreale)
- Benedetto Monaldi Baldeschi (2 avril 1634 - 1643)
- Orazio Monaldi (14 décembre 1643 - décembre 1656)
  - Siège vacant (1656-1659)
- Marcantonio Oddi (23 juin 1659 - 24 février 1668)
- Lucalberto Patrizi (3 juin 1669 - 29 août 1701)
- Anton Felice Marsili (5 décembre 1701 - 5 juillet 1710)
- Vitale Giuseppe de' Buoi (23 février 1711 - 23 novembre 1726)
- Marco Antonio Ansidei (16 décembre 1726 - 14 février 1730)
- Francesco Riccardo Ferniani (11 décembre 1730 - 25 août 1762)
- Filippo Amadei (22 novembre 1762 - 9 août 1775)
- Alessandro Maria Odoardi (29 janvier 1776 - 2 février 1805)
- Camillo Campanelli (23 septembre 1805 - 30 juillet 1818)
- Carlo Filesio Cittadini (2 octobre 1818 - 16 avril 1845)
- Vincenzo Gioacchino Raffaele Luigi Pecci (19 janvier 1846 - 20 février 1878) élu pape sous le nom de Léon XIII

## Archevêques de Pérouse
- Federico Foschi (27 février 1880 - 12 novembre 1895)
- Dario Mattei-Gentili (29 novembre 1895 - 30 septembre 1910)
- Giovanni Beda (8 novembre 1910 - 25 juillet 1922)
- Giovanni Battista Rosa (11 décembre 1922 - 29 octobre 1942)
- Mario Vianello (11 mars 1943 - 13 août 1955)
- Pietro Parente, O.S.B (15 septembre 1955 - 23 octobre 1959)
- Raffaele Baratta (17 décembre 1959 - 15 octobre 1968)
- Ferdinando Lambruschini (15 octobre 1968 - 25 juillet 1981)
- Cesare Pagani (21 novembre 1981 - 30 septembre 1986) nommé archévêque de Pérouse-Città della Pieve

## Archevêques de Pérouse-Città della Pieve
- Cesare Pagani (30 septembre 1986 - 12 mars 1988)
- Ennio Antonelli (6 octobre 1988 - 26 mai 1995)
- Giuseppe Chiaretti (it) (9 décembre 1995 - 16 juillet 2009)
- Gualtiero Bassetti (16 juillet 2009 - 27 mai 2022)

## Sources
- Catholic Encyclopedia, 1919
- Metropolitan Archdiocese of Perugia-Città della Pieve sur gcatholic.org
- Archdiocese of Perugia-Città della Pieve sur catholic-hierarchy.org